# Höytiäinen
Höytiäinen je jezero ve východní části Finska v provincii Severní Karélie. Co do rozlohy je patnáctým největším jezerem ve Finsku. V roce 1859 byla řízeně snížena hladina, šlo o nejrozsáhlejší odvodnění ve Finsku, cílem bylo získat ornou půdu. Během dvou týdnů hladina poklesla o 7,5 m, později se ještě snížila o další dva metry. Plocha jezera se zmenšila na třetinu, objem vody klesl na polovinu. Umělým kanálem byla voda odvedena do jezera Pyhäselkä v Severní Karélii. To odtéká do řeky Vuoksi, pak do Něvy a nakonec do Finského zálivu.

## Přístavy

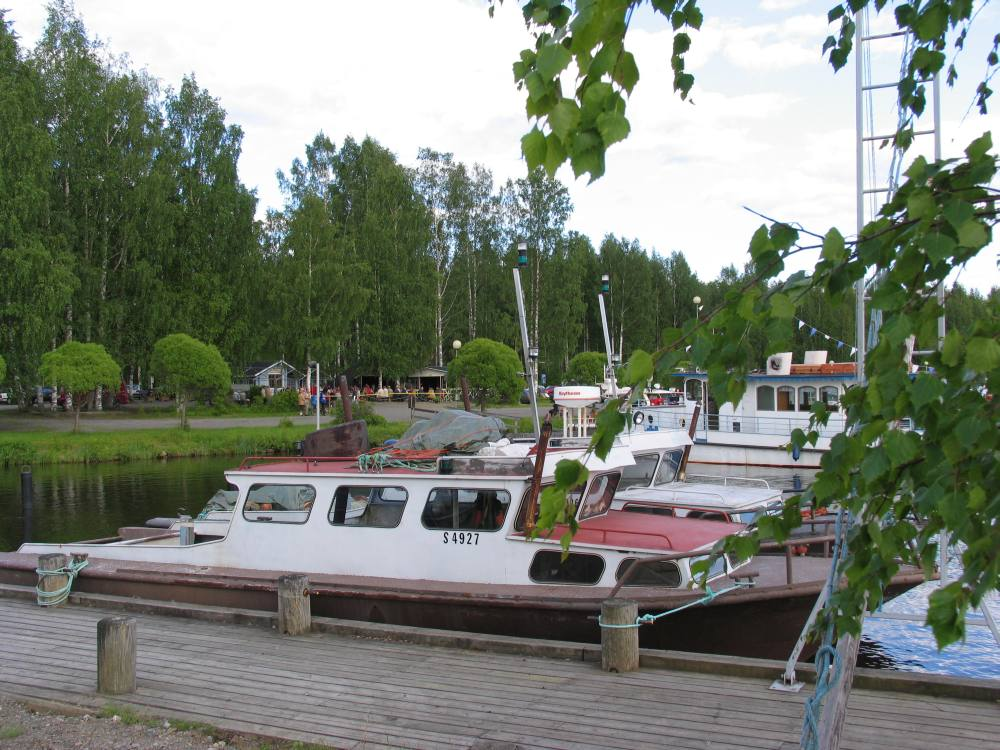
Přístav Kontiolahti

Kontiolahti, Huhmari, Teatteriranta (Polvijärvi), Kallioniemi (1,4 m), Selkäsalmi, Kunnaslahti, Puntarikosken Häikänniemi, Herneniemi, Tammalahti, Teerisaaren yhteyslaituri (1,6 m), Aavaranta (matala), Martonvaaran Laivaranta (1,3 m), Kuhnustan entinen pudotuspaikka Tuopanjoen Hiekkaniemessä.